# Nistelrode
Nistelrode est un village situé dans la commune néerlandaise de Bernheze, dans la province du Brabant-Septentrional. Le 1er janvier 2008, le village comptait 5 960 habitants.
Le 1er janvier 1994, la commune de Nistelrode est rattachée à la commune de Heesch. Cette nouvelle commune change de nom au 1er janvier 1995 pour devenir Bernheze.

## Personnalités liées
- Gerson Oratmangoen, acteur et réalisateur y est né en 1983